# Голіченко Тетяна Самійлівна
Тетяна Самійлівна Голіченко (нар. 23 липня 1959) — український філософ. Кандидат філософських наук. Член наглядової ради ЦСМ при Києво-Могилянській академії.
Сфера наукових інтересів: історія філософії, антропологія, методологія гуманітарного знання. Основна тема наукових досліджень: історія французької філософської та суспільно-політичної думки XIX-ХХ століть. Має понад 40 публікацій.
Співавтор посібника Історія української філософії (Київ, 1994, автор розділу).
Захоплення: вивчення французької та англійської мов, історія французького кінематографу, журналістика.